# František Nachtigal
František Nachtigal (4. října 1894 Lubná – 24. srpna 1956 Praha) byl český malíř a grafik.

## Život
Vystudoval rakovnickou reálku, poté v Praze na české technice architekturu a umělecko-průmyslovou školu, kde absolvoval roku 1920. Soukromě se také učil u Maxe Švabinského. Následně se stal profesorem kreslení a grafických technik na pražské Státní grafické škole a později na učitelském ústavu v Kutné Hoře, aby se roku 1947 opět vrátil do Prahy. Maloval portréty, krajiny i figurální kompozice, navrhoval také knižní obálky a plakáty. Pro Kutnohorské loutkové divadlo vytvořil oponu a dekorace. Z technik využíval litografii, lepty nebo dřevoryty.